# Municipio de Jiménez (Tamaulipas)
El municipio de Jiménez es uno de los 43 municipios que constituyen el estado mexicano de Tamaulipas.
Su cabecera municipal es la localidad de Santander Jiménez.

## Historia
La cabecera del Municipio de Jiménez fue fundada el 17 de febrero de 1749 con el nombre de Santander y bajo la advocación de los Cinco Señores (la Sagrada Familia, Santa Ana y San Joaquín), dentro del plan colonizador de la costa del Seno Mexicano (es decir la costa oeste del Golfo de México, o sea, la Costa de Tamaulipas y el sur de Tejas)) llevado a cabo por José de Escandón, quien señaló dicha villa como capital de la colonia del Nuevo Santander "por estar situada en el centro de toda aquella comarca" José Sánchez de Dovalina fue designado capitán de los 426 pobladores procedentes de Monterrey y Linares.
Por decreto del Congreso del Estado, el 31 de octubre de 1827, le fue cambiado el nombre por el de Jiménez, para honrar la memoria del coronel Juan Nepomuceno Jiménez.